# Кобанская культура
Коба́нская культура (англ. Koban culture, нем. Koban-Kultur, осет. Хъобаны культурæ) — археологическая культура на Кавказе позднего бронзового и раннего железного веков. Памятники обнаружены по обе стороны центральной части Главного Кавказского хребта, в большей степени к северу от него. Современная локализация — Северный Кавказ (РФ: Северная Осетия, Кабардино-Балкария, Ингушетия, Карачаево-Черкесия, Ставрополье, Чечня) и Закавказье (прилегающие к Главному хребту районы Грузии, Южная Осетия). Существовала в XIII/XII — IV вв. до н. э., иногда исследователи смещали датировку на более ранний период, включая в кобанскую культуру ещё и протокобанскую — с XIV в. до н. э., и даже ранее — со второй и третьей четверти 2-го тыс. до н. э..
Наука традиционно возводит к кобанцам материальную и духовную культуру ираноязычных осетин и кавказоязычных абхазцев, адыгов, чеченцев и ингушей. Соседние с кобанцами археологические культуры: на северо-западе — меотская (прикубанская?), на юго-западе — колхидская, на востоке — каякентско-харачоевская, на севере — срубная, позже — скифская. Предшествующая культура — северокавказская, последующая — скифо-сарматская и другие.
Кобанская культура входила в состав крупной археологической производственной общности — Кавказской металлургической провинции, носители культуры владели высоким уровнем металлургии и металлообработки. По мнению многих исследователей и искусствоведов изделия кобанских мастеров бесспорно имеют художественные достоинства, а часть из них является шедеврами прикладного искусства.

## Открытие и название
Первые серьёзные шаги в археологии на Северном Кавказе начались с середины XIX века, раскопки и работа с археологическими источниками выявили множество древностей, среди которых были и памятники кобанской культуры. Одни из первых засвидетельствованных случаев находок кобанских артефактов приходятся на 1849—1850 годы. Обнаружены они в Большой Кабарде и Малой Чечне — в Каменномостском укреплении на реке Малке, в Баксанском укреплении, в крепости Воздвиженской на реке Аргун, при возведении Кумского моста близ истоков реки Кумы и, возможно, прочих местах. Эти находки собрали известные российские востоковеды Н. В. Ханыков и И. А. Бартоломей, впоследствии исследователи отправляли их в Санкт-Петербург археологу и нумизмату П. С. Савельеву, который одним из первых опубликовал археологические материалы по Северному Кавказу (Н. В. Ханыков и П. С. Савельев, статья «Древности, найденные на Кавказе» ЗРАО, 1856). Собственно, изделиями кобанских мастеров из этого собрания древностей является большинство медных и бронзовых предметов: головки животных и птиц, круглые умбоновидные бляхи, браслеты, фибулы, шейные гривны, колокольчики и прочее. Однако, тогда учёные ещё не знали ни возраст этих археологических находок, ни к какой культуре они относятся, а культура, получившая впоследствии название «кобанской», не только не имела названия, но даже не была выделена.
Вторая половина XIX века в российской археологии ознаменовалась оживлением интереса к изысканиям материальных следов прошлого в ряде губерний Российской империи. Связано это было с созданием в 1859 году при Императорском дворе Археологической комиссии, возглавившей эту деятельность. Значительным повышением научного интереса к древностям Центрального Предкавказья послужили случайно найденные археологические памятники у селения Верхний Коба́н (совр. Коба́н) в Тагаурии (Северная Осетия). В 1869 году весенний паводок реки Гизельдон произвёл обвал одной из террас левого берега, благодаря чему местные жители обнаружили здесь многочисленные каменные ящики (могилы) с человеческими скелетами и массу бронзовых вещей. Влиятельный в этих краях алдар Хабош Кануков собрал некоторые предметы и переправил эту небольшую коллекцию в Кавказский музей Тифлиса (совр. Тбилиси). В 1877 году в Тифлисе на древние артефакты обратил внимание археолог и историк искусств Г. Д. Филимонов, посетивший Кавказ в связи с подготовкой к Антропологической выставке в Москве. В том же году он сам произвёл раскопки у Верхнего Кобана, убедившись в существовании обширного могильника, получившего впоследствии название Кобанский и снискавшего мировую известность.
Собственно кобанская культура названа по имени первого своего обнаруженного могильника — Кобанского, который, в свою очередь, назван исследователями по селению Верхний Кобан (иногда встречается более упрощённое утверждение — «названа по находкам в 1869 бронзовых вещей у с. Кобан» или «название культуре дано по имени современного селения Верхний Кобан»). Название «Кобанский могильник» закрепилось в науке после исследований Г. Д. Филимонова «Доисторическая культура Осетии» (Москва, 1878) и археолога и этнографа, профессора В. Б. Антоновича «Дневник раскопок, ведённых на Кавказе» (V AC. Труды предварительных комитетов, 1882), а также после упоминаний в «Материалах по археологии Кавказа» (вып. VIII, 1900). Во время обнаружения древних артефактов существовало два селения — Нижний и Верхний Кобан, находки связаны с последним, сейчас эти аулы слились в одно село:77.

## Локализация
Географический регион локализации кобанской культуры — Кавказ, точнее, территории прилегающие к центральной части Кавказских гор, по обе стороны от Главного Кавказского хребта. Бо́льшая часть археологических памятников (могильников, поселений и кладов) обнаружена на Северном Кавказе — от верховьев Кубани до Дагестана (центральные районы Предкавказья и северных предгорий Большого Кавказа). Долгое время исследователи (напр. советские историки-археологи д.и.н., профессор Е. И. Крупнов, д.и.н., профессор А. П. Смирнов и др.) считали, что ареал культуры охватывает только центральные части Северного Кавказа, однако, после находок в Закавказье, ареал культуры несколько расширен. Современная локализация — Северный Кавказ (РФ: Северная Осетия, Кабардино-Балкария, Чечня, Ингушетия, Карачаево-Черкесия) и Закавказье (прилегающие к Главному хребту районы Грузии, Южная Осетия).

### Локальные варианты
Выделяют 3 локальных варианта культуры.

### Археологические памятники
В 1958 году в результате широкомасштабных работ Северокавказской археологической экспедиции в центральной предгорной части Чеченской Республики было обнаружено большое древнее поселение кобанской культуры — Сержень-Юртовское поселение.

## Датировка и периодизация

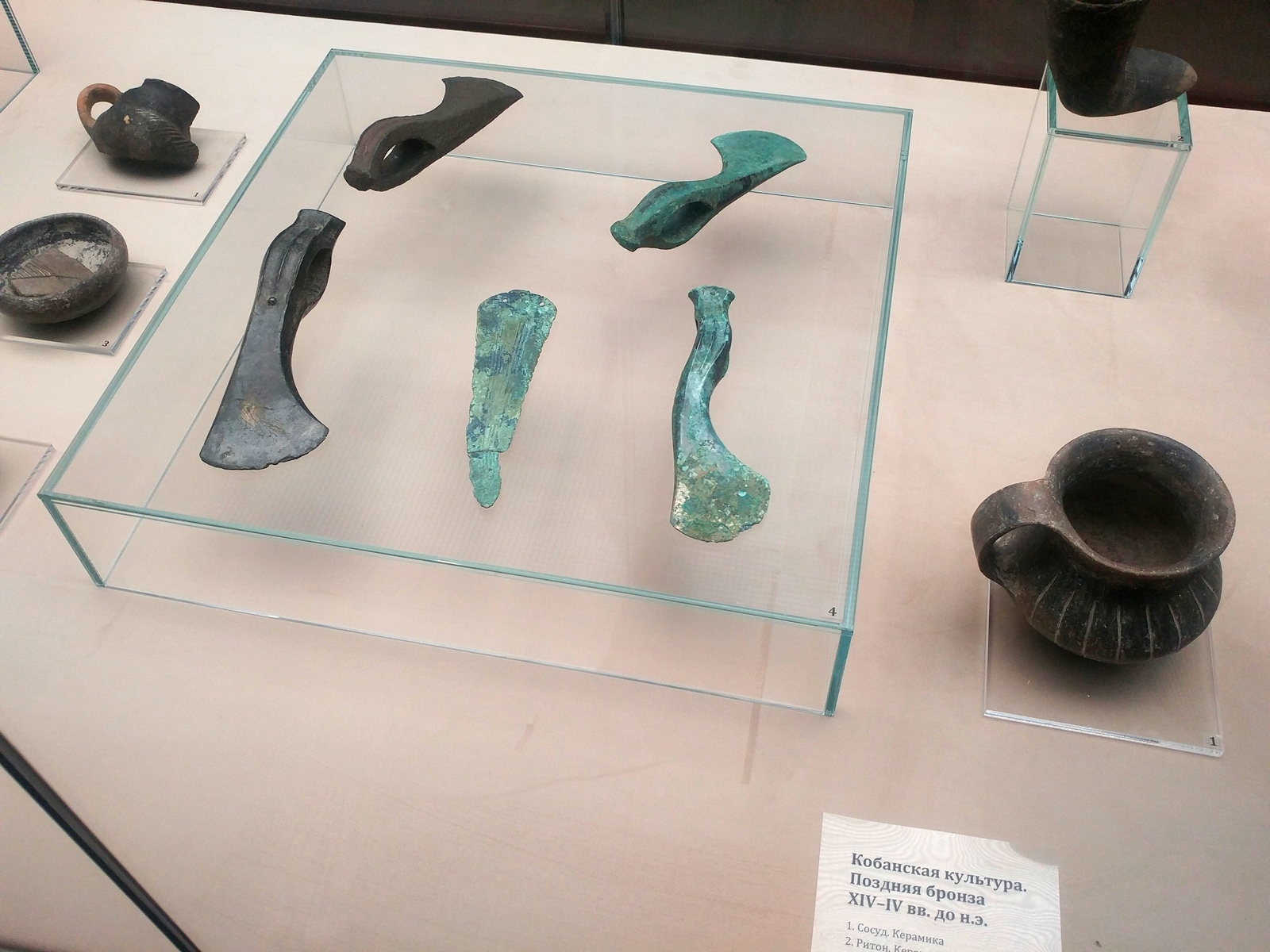
Кобанская бронза XIV—IV веков в Национальном музее Осетии

Период существования кобанской культуры — эпоха, плавно переходящая от позднего бронзового века к раннему железному веку. На сегодня изучено много подобных переходных культур, например, в Центральной Европе — гальштатская, в Северной Европе — текстильная. Для Кавказа этот временной отрезок советские исследователи определяли с XI по V вв. до н. э. (напр., А. П. Смирнов, 1966). Менее точное датирование — с рубежа 2—1-го тыс. до н. э. до середины 1-го тыс. до н. э. (принято в 3-м издании БСЭ, статья Е. И. Крупнова, 1973). Иногда датировку смещали на более ранний период, включая в кобанскую культуру ещё и протокобанскую — с XIV в. до н. э., и даже ранее — со второй и третьей четверти 2-го тыс. до н. э. (советский и российский кавказовед, археолог, д.и.н. В. И. Козенкова). Современные исследователи несколько раздвинули временные границы кобанской культуры — с XIII/XII вв. до н. э. (если не считать протокобанцев) до IV в. до н. э., то есть до окончания скифской эпохи (напр., советский и российский археолог, д.и.н., профессор В. Л. Янин, 2006).
Выделяют три периода развития культуры. Последний этап, согласно Е. И. Крупнову — VII—IV вв. до н. э.. Историк и археолог Я. В. Доманский указывает, что основное деление периода существования кобанской культуры производится на два больших этапа — раннекобанский (этап классического Кобана), завершающийся в VII веке до н. э., и позднекобанский, оканчивающийся в IV веке до н. э. В 1990 году В. И. Козенкова в своей докторской диссертации предложила новую периодизацию, которая, показывает какое место занимают артефакты древних кобанцев в системе культур эпохи поздней бронзы и раннего железа на Кавказе, Закавказье, Восточной и Центральной Европе.

## Происхождение и этническая принадлежность
Среди исследователей, занимавшихся вопросами зарождения, развития и распространения кобанской культуры, имеются более или менее значительные расхождения. Науке этнонимы носителей кобанской культуры не известны и прямой этнической и культурной преемственности, определённо к какой-либо из известных кавказских языковых групп, не выявлено. Основной теорией, объясняющей на сегодняшний день истоки кобанцев, является предположение об их автохтонности в регионе Кавказа (А. П. Смирнов, Е. И. Крупнов, В. Л. Янин и др.). Вероятно, основой кобанской общности послужили местные носители предгорных и горных культур средне-бронзового века (XXVI/XXV—XX/XIX вв. до н. э.). В целом исследователи, придерживающиеся этой теории, относят формирование предков кобанских племён к периоду зарождения кавкасионного антропологического типа европеоидной расы — то есть эпохе бронзы на Кавказе.

### Соседи и преемственность
Соседние с кобанцами археологические культуры: на северо-западе — меотская (прикубанская?), на юго-западе — колхидская, на востоке — каякентско-харачоевская, на севере — срубная, позже — скифская. Предшествующая культура — северокавказская, последующая — скифо-сарматская и, вероятно, некоторые другие местные культуры сарматской эпохи.

### Скифское влияние
Значительное культурно-хозяйственное влияние на кобанцев оказали скифы — в VII—VI вв. до н. э. племена скифской и скифообразной культур проникали на Северный Кавказ, вступали в контакт с местным населением и формировали полиэтничную аристократию (вероятно, большинство северокавказских курганных захоронений того периода и принадлежали подобной знати). Также известно, что через Кавказ (и иногда и через земли кобанцев) скифы совершали свои военные походы в Малую Азию. Все эти факторы предполагают какое-то участие скифов в этногенезе поздних кобанских племён. Следы скифской культуры на Северном Кавказе стираются в V в. до н. э., что может свидетельствовать о полной ассимиляции кочевых скифов местными оседлыми племенами меотской и кобанской культур (в Северном Причерноморье культура нескифских народов сохраняет скифский облик до рубежа IV—III вв. до н. э.).

### Прочие гипотезы
А. П. Смирнов считал, что кобанцы, как в культурном, так и в этническом плане, были близки населению горного Крыма, которое, по его мнению, являлось потомками киммерийцев (племена киммерийцев совершали через Кавказ военные походы из Северного Причерноморья в Малую Азию). М. М. Иващенко утверждал: «главным носителем так называемой „Кобанской“ бронзовой культуры были колхи». Однако, по мнению ряда исследователей племена кобанской культуры являлись нахоязычными. В начале XX века, на основании лишь внешнего сходства кобанских иллюстраций с вещами гальштатской культуры Дунайского бассейна, Г. Вильке и М. Герпес, объяснили достижения бронзы Кавказа массовым переселением дунайских племён металлургов. Только в 1935 году А. А. Иессену в специальной работе, посвящённой истории металлургии меди на Кавказе, удалось показать полную беспочвенность теорий «дунайских» заимствовании.

## Хозяйство
В завершающей стадии бронзового века (период формирования кобанской культуры) в центре Евразии происходила эпохальная смена крупной археологической производственной общности — Циркумпонтийской металлургической провинции, на несколько других (Евразийскую, Европейскую и пр.), и, в частности, на Кавказе — на Кавказскую металлургическую провинцию. Здесь, по сравнению с прочими провинциями позднего бронзового века, исследователи наблюдают наиболее заметные изменения, фактически отказ от стереотипов производства предшествующей общности: основательно сменился набор орудий, оружия и украшений (теперь они имели мало общего с образцами среднего бронзового века); многократно увеличивался масштаб металлопроизводства, что стимулировало работу высокогорных рудников; активно осваивались не только окисленные, но и сульфидные медные руды; металлообработка стала базироваться на использовании многокомпонентных сплавов; практически прекратилось изготовление изделий из золота и серебра (характерных для предшествующей производственной общности); появились первые изделия из железа. Дополнительным отличием позднего бронзового века в Кавказской металлургической провинции исследователи считают смену единства Кавказа и степи на достаточно заметную изоляцию (изделия кавказских типов появляются в степи только в самом финале бронзового века).
Собственно кобанская культура имела передовые для своего времени технологии цветной и чёрной металлургии, была развита металлообработка, в том числе и художественная. Помимо кузнечного производства, в поселениях кобанцев находят гончарные мастерские. Кобанские племена достигли достаточно высокого развития скотоводческо-земледельческих форм хозяйствования. В горах они практиковали отгонное скотоводство, с преобладанием овец, в предгорьях — придомное, с преобладанием крупного рогатого скота и свиней. Выращивали сорта твёрдой и мягкой пшеницы, ячмень, рожь, просо. Современным исследователям известно о широких торговых и прочих межплеменных связях носителей кобанской культуры с Закавказьем и Передней Азией, землями киммерийцев, а позднее Скифией. От кочевых народов (киммерийцев, затем скифов и др.) кобанцами перенимались многие образцы вооружения и конского снаряжения, которые местные мастера усовершенствовали и налаживали их массовое производство как для себя, так и на экспорт, обратно кочевникам.
Свои поселения кобанцы обычно не укрепляли, так как старались располагать их в труднодоступных местах — на возвышенностях и даже отвесных скалах; если селение находилось в долине реки, то обычно на высоком плато или плоском отроге (напр. селения возле Бамута, Сержень-Юрта и др.). Дома строились глинобитными, турлучными, иногда на булыжном фундаменте, в высокогорьях встречались жилища полностью из камня. Обычно дома строились группами, стенами друг к другу — исследователями обнаружены значительные поселения с целыми кварталами построек, разделёнными улицами. Иногда в таких поселениях встречаются мощёные булыжником мостовые.

## Материальная культура и прикладное искусство

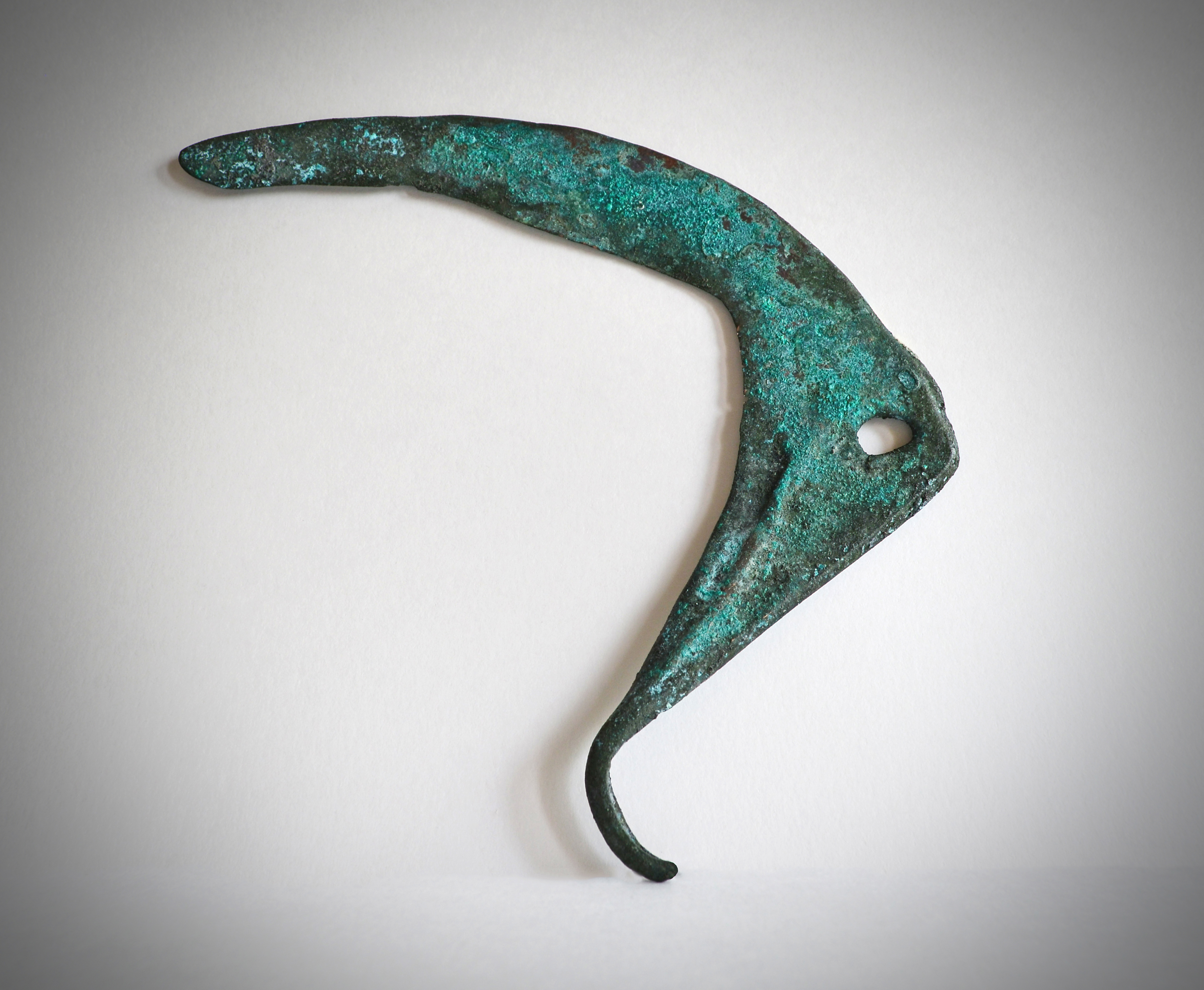
Серп бронзовый.

Материальные памятники культуры достаточно разнообразны, но наиболее характерны бронзовые изделия — орудия (топоры, серпы, булавки), оружие и элементы доспехов (боевые топоры, наконечники копий и стрел, кинжалы, булавы, мечи, секиры, налокотники, ножны), украшения (браслеты, подвески, поясные пряжки, фибулы, шейные гривны), элементы конской сбруи, отлитые сосуды. Иногда утварь отливалась по утрачиваемой (восковой) модели, большинство изделий украшалось чеканкой с геометрическим орнаментом и изображениями животных, также мастерами создавались отдельные бронзовые объёмные фигурки зверей и антропоморфные скульптурные изображения. Многие кобанские артефакты имеют изысканный декор, украшены гравировкой и инкрустированы редким для раннего этапа кобанской культуры металлом — железом. Керамика изготовлялась с налепами и тоже часто украшалась геометрическими узорами. В VII—IV вв. до н. э., на позднем этапе развития культуры, раскопки подтверждают внедрение предметов скифского типа и преобладание железных изделий над бронзовыми.
Изделия кобанских мастеров отличаются изящностью изготовления, исключительно высоким качеством выделки и, по мнению многих исследователей и искусствоведов, бесспорно имеют художественные достоинства, а часть из них является шедеврами прикладного искусства. В тематике встречаются изображения диких баранов, быков, оленей, но преобладающими — изображения домашних животных. Согласно предположению А. П. Смирнова, они могли использоваться в магических обрядах, связанных с восстановлением поголовья домашнего стада. Этот звериный стиль имеет чёткое отличие от скифо-сибирского и сопоставляется А. П. Смирновым с искусством Ближнего Востока (напр. изображение животных в геральдических позах) и Средиземноморья (напр. изображение на кобанских бляхах оленей с подчёркнутым крупом, может восходить к подобным изображениям лошадей в «дипилонском» стиле).
Погребальный обряд кобанцев представлял собой трупоположение (скорченно на боку), хотя известны случаи кремации. Курганы над могильниками обычно не возводились, в исключительных случаях, когда это делалось, исследователи прослеживают влияние степных кочевников. Появление такой детали погребального обряда, как трупоположение вытянутым на спине, также считается поздним влиянием кочевников (вероятно скифов). Найденные могильники представителей кобанской культуры имеют некоторое различия — в высокогорной зоне это каменные ящики из плит (песчаник или сланец), также перекрытые ещё более мощной плитой, а в предгорьях они представляют собой обычные грунтовые ямы или ямы, обложенные по краям рваным камнем, булыжником. В мужских погребениях обязательным атрибутом было оружие, известны случаи погребения мужчин со взнузданным конём. Также в погребения клали орудия труда, сосуды, уздечку и напутственную пищу. Огромное количество предметов металлопроизводства изготовлялось кобанцами только для «мира мёртвых» — в могильниках и святилищах ими были захоронены тонны изделий из меди и бронзы.

## История исследований
Кобанская культура одна из старейших археологических культур бронзового века, выделенных в России и ставших известными за рубежом. Вслед за первооткрывателем Кобанского могильника Г. Д. Филимоновым, целый ряд исследователей посещали селение Верхний Кобан (В. Б. Антонович и др.), в том числе и учёные не только из России — в 1880 году здесь работали знаменитые иностранные исследователи — немец Рудольф Вирхов (публикация в 1883) и француз Эрнест Шантр (публикация 1888), ставшие первыми авторами книг о кобанских древностях в западноевропейской науке. Артефакты, подобные кобанским, стали обнаруживаться и в некоторых других местах Северного Кавказа. В 1881 году в Тифлисе прошёл V Археологический съезд, на котором археолог, граф А. С. Уваров особо отметил находки из Кобана, дал им развёрнутую характеристику и предпринял попытки датировки (нач. I тыс. до н. э.). Этот съезд вызвал развитие исторических исследований на Кавказе и привлёк внимание научных кругов к кобанским древностям. Учёный-археолог, графиня П. С. Уварова, сменившая мужа на посту главы общества, опубликовала кобанские древности в восьмом выпуске «Материалов по археологии Кавказа» в 1900 году. С этого времени в российской и советской археологии, благодаря работам археолога, профессора В. А. Городцова, стал широко употребляться термин «(археологическая) культура».
В 1940-60-х годах Е. И. Крупнов определил границы кобанской культуры, выделил в ней три локальных варианта, предложил её периодизацию. С культурой затем работали В. Б. Техов, И. М. Чеченов, Б. В. Виноградов и особенно много и широко В. И. Козенкова, которая и сформировала современные представления об этой культуре (см. её «Культурно-исторические процессы на Северном Кавказе в эпоху поздней бронзы и в раннем железном веке». М., 1996), хотя у других исследователей есть отличающиеся концепции. Козенкова выделила и протокобанскую культуру — переходное звено от предшествующих культур.
Некоторые исследователи (напр. Ю. В. Воронов) кобанскую культуру объединяют с колхидской культурой в кобано-колхидскую культурно-историческую общность. Причём абхазские археологи, из патриотических побуждений, настаивали на том, что западный Кавказ, Колхида играли главенствующую роль в этой общности а собственно кобанский район (Осетия, Кабардино-Балкария, Пятигорье) был периферией.

## В музеях и коллекциях
В конце XIX — начале XX веков на Северном Кавказе отдельные лица активно занимались торговлей изделиями кавказской бронзы, которую отыскивали в древних поселениях и могильниках. Большая часть артефактов, найденных во время ажиотажного спроса на изящные изделия кобанских мастеров попадала в частные коллекции (с помощью осетинского землевладельца Х. Канукова собрал коллекцию немецкий учёный Р. Вирхов, с помощью балкарского князя И. М. Урусбиева — венгерский граф из семьи Зичи), в наши дни многие из них оказались утеряны. Позднее, из частных коллекций предметы материальной культуры активно выкупали музеи и научные организации, как российские, так и западноевропейские. Например, выкупленные Российской Академией наук артефакты были переданы в собрание Государственного Эрмитажа в Санкт-Петербурге; большое собрание оказалось Музее национальных древностей в Сен-Жермен-ан-Ле (Франция). Благодаря работе археологов и краеведов советского периода, собрания коллекций кобанских древностей сегодня также можно видеть в краеведческих музеях Владикавказа, Цхинвала, Нальчика, Грозного.

## Палеогенетика
У образцов из могильника Клин-Яр 3 (IX—VII века до н. э.), находящегося в одноимённом эпонимном урочище на западной окраине Кисловодска, определены Y-хромосомная гаплогруппа E1a2a1b1b  и митохондриальные гаплогруппы J1b1, H20a. У образцов из могильника Заюково-3, расположенного близ села Заюково в Баксанском районе Кабардино-Балкарской республики (VIII—V века до н. э.), определены Y-хромосомные гаплогруппы D1a2a1 , G2a1a, R1b1a1b, скифского времени G2a1a1a2, и сарматского времени R1a и митохондриальные гаплогруппы N, U5a1a1h (Sanger sequencing) или U5a1a2 (Illumina sequencing), HV1 или HV1a1a, T1a или T1a1, H1e, W5a (Sanger sequencing) или N (Illumina sequencing), R6, I1. У образца из погребения 79 могильника Заюково-3 определена восточноазиатская Y-хромосомная гаплогруппа D1a2a1 и редкая митохондриальная гаплогруппа HV. Если Y-хромосомная гаплогруппа G2a1 распространена у осетин, карачаевцев и балкарцев, то Y-хромосомная гаплогруппа R1a обнаружена у 35 % карачаевцев и балкарцев. У балкарцев выявлена Y-хромосомная гаплогруппа R1b1a1a (M73) — около 14 %. Субклад R1b1a1b, найденный у одного кобанца, не встречается у осетин и других народов Северного Кавказа и Дагестана, для которых характерен субклад R1b1a2-M269 (встречается до 70 % у горцев Дагестана, а также в меньшей степени и среди осетин: у дигорцев и у южных осетин — 7 %).

## Примечание
Комментарии
1. ↑  В России середины XIX века общее состояние и развитие кавказской археологии характеризовалось как слабое, а сведения о кобанских древностях отсутствовали полностью. Востоковед Н. В. Ханыков ошибочно определял найденные предметы как скифские, а исследовавший их археолог и нумизмат П. С. Савельев посчитал артефакты ещё менее древними и ошибочно датировал VIII—XI вв. н. э. (в работе Е. И. Крупнова «Древняя история Северного Кавказа» датировка П. С. Савельева указана неверно — VIII—IX вв. н. э., также Е. И. Крупнов упомянул, что среди собранных предметов имелись и железные, однако, в публикации П. С. Савельева напротив, говорится об отсутствии железных артефактов) (Ханыков, Савельев, 1857, Крупнов, 1960, с. 26).
2. ↑  В «Археологии» под редакцией профессора В. Л. Янина началом существования кобанской культуры указывается дата и с XIII/XII вв. до н. э., и просто с XII в. до н. э. Финалом кобанской культуры указывается IV в. до н. э., но сразу же сообщается что она «просуществовала в течение всей скифской эпохи». Следы скифской культуры на Северном Кавказе стираются в V в. до н. э., а в Северном Причерноморье культура нескифских народов сохраняет скифский облик до рубежа IV—III вв. до н. э. (Археология, 2006, с. 261, 313—314, 327).
3. ↑  В крупных археологических производственных общностях — металлургических провинциях, современные исследователи выделяют отдельно очаги металлургии (полный цикл маталлопроизводства: горное дело, выплавка металла из руд, металлообработка) и очаги металлообработки (урезанный цикл: работа на привозном сырье).
4. ↑  Постройки, стены которых состоят из деревянных каркасов (стоек и жердей), с глиняной или глиносоломенной обмазкой (Археология, 2006, с. 263).
5. ↑  Среди множества бронзовых изделий кобанцев особенно характерными являются топоры, булавы, кинжалы, наконечники стрел и копий, различные украшения. Топоры «кобанского» типа отличаются от топоров «колхидского» типа, также встречающиеся среди археологических находок в этом регионе. Кобанские топоры, часто изготовляемые с особым изяществом, имели так называемую «узкопроушную» форму (3-е изд. БСЭ Т. 12, 1973, Археология, 2006, с. 261).

Источники
1. ↑  Е. И. Крупнов. Памятники Кобанской культуры Северного Кавказа // Древняя история Северного Кавказа. — М.: «Наука», 1960
2. ↑  В. И. Козенкова. Специфика духовного мира кобанских племён
3. ↑  М. А. Кумахов. Адыгская(черкесская) энциклопедия
4. ↑  Ханыков, Савельев, 1857.
5. ↑  Крупнов, 1960, с. 26—27.
6. ↑  Филимонов, 1878.
7. ↑  Коллекции Кавказского музея, 1902, с. 1—11.
8. ↑  Крупнов, 1960, с. 27—28.
9. 1 2 3 4 5 6 7 8  Клейн, 2015.
10. 1 2 3 4 5 6 7 8 9 10  3-е изд. БСЭ Т. 12, 1973.
11. 1 2  Археология, 2006, с. 262.
12. ↑  Крупнов Е. И. Памятники Кобанской культуры Северного Кавказа // Древняя история Северного Кавказа. — Москва: «Наука», 1960.
13. 1 2 3 4  Археология, 2006, с. 261.
14. 1 2  Смирнов, 1966, с. 198.
15. ↑  Археология, 2006, с. 261, 327.
16. ↑  Пиотровский Ю. Ю., Багаев М. Х. К юбилею Валентины Ивановны Козенковой // «Российская археология», № 4. — М., 2006. — C. 180-184.
17. ↑  К проблеме происхождения кобанской культуры и её локальных вариантов. Дата обращения: 18 сентября 2017. Архивировано 10 июля 2018 года.
18. ↑  Смирнов, 1966, с. 82, 170.
19. ↑  Археология, 2006, с. 327.
20. 1 2 3 4  Смирнов, 1966, с. 82.
21. ↑  Крупнов, 1960, с. 66—67, 70—75.
22. ↑  Археология, 2006, с. 313—314, 326.
23. ↑  Необходимо задать параметр title= в шаблоне {{cite web}}. . Дата обращения: 25 апреля 2014. Архивировано из оригинала 12 декабря 2011 года. (1941. С.56)
24. ↑  Памятники кобанской культуры Северного Кавказа. Дата обращения: 25 апреля 2014. Архивировано из оригинала 7 марта 2019 года.
25. ↑  Смирнов, 1966, с. 82—83.
26. ↑  Крупнов, 1960, с. 66.
27. ↑  Археология, 2006, с. 262—263, 327.
28. ↑  Археология, 2006, с. 263—264.
29. ↑  Смирнов, 1966, с. 170.
30. ↑  Археология, 2006, с. 261, 264.
31. ↑  Virchov R. Das gräberfeld von Koban im Lande der Osseten. Berlin, 1883.
32. ↑  Chantre E. Recherches anthropologiques dans le Caucase, vol. I—II, Paris-Lyon, 1888.
33. ↑  Кузнецов, 1974.
34. 1 2  Eugenia Boulygina et al. Mitochondrial and Y-chromosome diversity of the prehistoric Koban culture of the North Caucasus (англ.). www.sciencedirect.com. Дата обращения: 20 ноября 2024., 2020
35. ↑  Eugenia Boulygina, Svetlana Tsygankova, Fedor Sharko, Natalia Slobodova, Natalia Gruzdeva. Mitochondrial and Y-chromosome diversity of the prehistoric Koban culture of the North Caucasus (англ.) // Journal of Archaeological Science: Reports. — 2020-06. — Vol. 31. — P. 102357. — doi:10.1016/j.jasrep.2020.102357. Архивировано 17 октября 2020 года.
36. ↑  Eugenia Boulygina, Svetlana Tsygankova, Fedor Sharko, Natalia Slobodova, Natalia Gruzdeva. Mitochondrial and Y-chromosome diversity of the prehistoric Koban culture of the North Caucasus // Journal of Archaeological Science: Reports. — 2020-06. — Т. 31. — С. 102357. — ISSN 2352-409X. — doi:10.1016/j.jasrep.2020.102357.
37. ↑  Коробов Д. и др. Новые данные об этногенезе северокавказских алан: археология, антропология, палеогенетика (In Russian). www.researchgate.net. Дата обращения: 18 декабря 2021. Архивировано 18 декабря 2021 года., April 2020
38. ↑  Т. Узденов. О генетической структуре балкарского народа и некоторые исторические параллели. (рус.). assia.info. Дата обращения: 16 июня 2020. Архивировано 16 июня 2020 года.
39. ↑  Узденов Т. О генетической структуре балкарского народа и некоторые исторические параллели (рус.). assia.info. Дата обращения: 16 июня 2020. Архивировано 16 июня 2020 года.